# Плавання на Чемпіонаті світу з водних видів спорту 2017 — естафета 4x100 метрів комплексом (чоловіки)
Змагання з плавання в естафеті 4x100 метрів комплексом серед чоловіків на Чемпіонаті світу з водних видів спорту 2017 відбулися 30 липня.

## Рекорди
Станом на 30 липня 2017 світовий рекорд і рекорд чемпіонатів світу були такими:
| Світовий рекорд          | США | 3:27.28 | Рим, Італія | 2 серпня 2009 |
| Рекорд чемпіонатів світу | США | 3:27.28 | Рим, Італія | 2 серпня 2009 |

## Результати

### Попередні запливи
Початок запливів о 10:21.
| Місце | Заплив | Доріжка | Країна          | Плавці | Час     | Примітки |
| ----- | ------ | ------- | --------------- | --- | ------- | -------- |
| 1     | 3      | 4       | США             | Раян Мерфі (плавець) (52.69) Коді Міллер (58.99) Тім Філліпс (50.74) Тавнлі Гаас (47.24)                       | 3:29.66 | Q        |
| 2     | 3      | 3       | Японія          | Рьосуке Іріе (52.86) Ясухіро Косекі (59.11) Юкі Коборі (51.27) Сінрі Сьоура (48.39)                            | 3:31.63 | Q        |
| 3     | 2      | 5       | Росія           | Григорій Тарасевич (53.71) Антон Чупков (59.06) Данило Пахомов (51.55) Данило Ізотов (47.80)                   | 3:32.12 | Q        |
| 4     | 2      | 4       | Велика Британія | Кріс Вокер-Гебборн (54.27) Росс Мердок (59.50) Джеймс Гай (51.04) Данкан Скотт (47.54)                         | 3:32.35 | Q        |
| 5     | 3      | 6       | Бразилія        | Гільєрме Гвідо (54.11) Феліпе Ліма (59.51) Енріке Мартінс (51.03) Бруно Фратус (47.73)                         | 3:32.38 | Q        |
| 6     | 3      | 2       | Угорщина        | Річард Бохуш (54.01) Дьюрта Даніел (1:00.23) Кріштоф Мілак (51.70) Домінік Козма (47.41)                       | 3:33.35 | Q        |
| 7     | 2      | 3       | Китай           | Лі Гуаньгуань (53.96) Ян Цзібей (59.02) Лі Чжухао (51.74) Сунь Ян (48.78)                                      | 3:33.50 | Q        |
| 8     | 3      | 1       | Білорусь        | Микита Цмих (54.50) Ілля Шиманович (59.03) Євген Цуркін (51.45) Артем Мачекін (48.85)                          | 3:33.83 | Q        |
| 9     | 3      | 5       | Австралія       | Мітч Ларкін (54.23) Matthew Wilson (1:00.21) Девід Морган (51.56) Кемерон Макевой (47.91)                      | 3:33.91 |          |
| 10    | 1      | 4       | Польща          | Томаш Полевка (54.49) Марцін Столярський (59.78) Конрад Черняк (51.15) Кацпер Майхшак (48.58)                  | 3:34.00 |          |
| 11    | 2      | 2       | Італія          | Маттео Міллі (54.91) Ніколо Мартіненьї (59.43) Пєро Кодіа (51.16) Алессандро Мірессі (48.61)                   | 3:34.11 |          |
| 12    | 2      | 7       | Канада          | Хавєр Асеведо (55.15) Річард Фанк (59.25) Джозая Біннема (52.60) Юрі Кісіл (48.14)                             | 3:35.14 |          |
| 13    | 2      | 6       | Німеччина       | Марек Ульріх (55.05) Марко Кох (1:00.02) Маріус Кюш (52.17) Даміан Вірлінг (48.02)                             | 3:35.26 |          |
| 14    | 3      | 7       | Греція          | Апостолос Хрістоу (54.18) Іоанніс Карпузліс (1:01.57) Андреас Вазайос (52.45) Крістіан Голомєєв (47.73)        | 3:35.93 |          |
| 15    | 3      | 9       | ПАР             | Мартін Бінеделл (56.10) Камерон ван дер Бург (59.77) Чад ле Клос (50.99) Майлс Браун (49.45)                   | 3:36.31 |          |
| 16    | 3      | 8       | Ірландія        | Шейн Раян (54.40) Ніколас Квінн (1:00.62) Брендан Гайланд (52.58) Джордан Слоун (49.01)                        | 3:36.61 |          |
| 17    | 2      | 1       | Литва           | Данас Рапшис (54.30) Андрюс Шідлаускас (1:00.17) Дейвідас Маргевічюс (53.00) Сімонас Біліс (49.28)             | 3:36.75 |          |
| 18    | 1      | 5       | Єгипет          | Юссеф Абдалла (55.37) Марван Аль-Камаш (1:02.06) Омар Еїсса (54.08) Мохамед Самі (49.34)                       | 3:40.85 |          |
| 19    | 2      | 8       | Індонезія       | І геде Сіман судартава (56.63) Індра Гунаван (1:03.33) Гленн Віктор Сутанто (53.74) Тріаді Фаузі Сідік (50.87) | 3:44.57 |          |
| 20    | 3      | 0       | Парагвай        | Чарлз Хоккін (55.98) Ренато Проно (1:03.31) Бен Хокін (53.41) Матіас Лопес (53.21)                             | 3:45.91 |          |
| 21    | 2      | 0       | Латвія          | Гіртс Фелдбергс (55.86) Даніїлс Бобровс (1:03.73) Ніколайс Маскаленко (56.00) Увіс Калниньш (50.67)            | 3:46.26 |          |
|       | 1      | 3       | Кенія           | DNS | DNS     | DNS      |
| 2     | 9      | Ізраїль |                 | DNS | DNS     | DNS      |

### Фінал
| Місце | Доріжка | Країна          | Плавці                                                                                           | Час     | Примітки |
| ----- | ------- | --------------- | ------------------------------------------------------------------------------------------------ | ------- | -------- |
| 1     | 4       | США             | Метт Греверс (52.26) Кевін Кордес (58.89) Кайлеб Дрессел (49.76) Натан Едрієн (47.00)            | 3:27.91 |          |
| 2     | 6       | Велика Британія | Кріс Вокер-Гебборн (54.20) Адам Піті (56.91) Джеймс Гай (50.80) Данкан Скотт (47.04)             | 3:28.95 | NR       |
| 3     | 3       | Росія           | Євген Рилов (52.89) Кирило Пригода (59.02) Олександр Попков (51.16) Володимир Морозов (46.69)    | 3:29.76 | NR       |
| 4     | 5       | Японія          | Рьосуке Іріе (52.80) Ясухіро Косекі (58.54) Юкі Коборі (51.21) Сінрі Сьоура (47.64)              | 3:30.19 | AS       |
| 5     | 2       | Бразилія        | Гільєрме Гвідо (53.53) Жоан Гомес Жуніор (58.80) Енріке Мартінс (51.12) Марсело Черігіні (48.08) | 3:31.53 |          |
| 6     | 1       | Китай           | Сюй Цзяюй (52.89) Ян Цзібей (59.02) Лі Чжухао (51.45) Юй Хесінь (48.29)                          | 3:31.65 |          |
| 7     | 7       | Угорщина        | Річард Бохуш (53.99) Даніел Дьюрта (1:00.45) Кріштоф Мілак (50.97) Домінік Козма (46.72)         | 3:32.13 | NR       |
| 8     | 8       | Білорусь        | Микита Цмих (54.54) Ілля Шиманович (58.94) Євген Цуркін (51.23) Артем Мачекін (48.92)            | 3:33.63 | NR       |